# 990-999
De jaren 990-999 (van de christelijke jaartelling) zijn een decennium in de 10e eeuw.

## Meerjarige gebeurtenissen

### Eindtijdverwachting
- In Europa wordt met angst en beven uitgezien naar het einde der tijden, dat in het jaar 1000 wordt verwacht. Er worden vele "voortekenen" waargenomen. Zo heerst in Frankrijk tussen 994 en 1000 het Sint-Antoniusvuur.

### Europa
- 991 : Karel van Neder-Lotharingen wordt in de val gelokt en gevangengenomen. Hij wordt opgevolgd door zijn zoon Otto II van Neder-Lotharingen.
- 996 : Hugo Capet, stichter van het Koninkrijk Frankrijk sterft en wordt opgevolgd door zijn zoon Robert.
- 996 : Normandische boerenopstand. Graaf Rudolf van Ivry, oom van Richard II van Normandië slaat de opstand hardhandig neer. Hij laat de leiders van de rebellen de handen en voeten afhakken.
- 999 : Zeeslag bij Svolder. Koning Olaf I van Noorwegen verdrinkt.

### Byzantijnse Rijk
- 991 : Keizer Basileios II Boulgaroktonos hervat de Byzantijns-Bulgaarse oorlogen en slaagt erin tsaar Roman van Bulgarije gevangen te nemen.

### Lage landen
- wanneer zich op het eiland Testerep een beschermende duinengordel heeft gevormd, ontstaat er een bescheiden nederzetting van hoofdzakelijk vissers en schaapherders Oostende op het oostelijke uiteinde ("oost-einde")

## Heersers

### Europa
- Lage Landen
  - Bergen: Godfried II (976-998), Reinier IV (998-1013)
  - West-Frisia: Arnulf van Gent (988-993), Dirk III (993-1039)
  - Neder-Lotharingen: Karel (977-992), Otto II (992-1012)
  - Luik:Notger (971-1008)
  - Luxemburg: Siegfried (963-998), Hendrik I (998-1026)
  - Vlaanderen: Boudewijn IV (988-1035)

- Duitsland (Heilige Roomse Rijk): Otto III (983-1002)
  - Beieren: Hendrik II (985-995), Hendrik IV (995-1004)
  - Bohemen: Boleslav II (967-999), Boleslav III (999-1002)
  - paltsgraafschap Bourgondië: Otto Willem (986-1026)
  - Hamaland: Immed IV (?-995), Diederik (995-1017)
  - Karinthië: Hendrik II van Beieren (989-995), Otto van Worms (995-1004)
  - Opper-Lotharingen: Diederik I (978-1027)
  - Meißen: Ekhard I (985-1002)
  - Noordmark: Lotharius III van Walbeck (983-1003)
  - Oostenrijk: Leopold I (976-994), Hendrik I (994-1018)
  - Saksen: Bernhard I (973-1011)
  - Zwaben: Koenraad I (982-997), Herman II (997-1003)

- Frankrijk: Hugo Capet (987-996), Robert II (996-1031)
  - Anjou: Fulco III (987-1040)
  - Aquitanië: Willem IV (963-995), Willem V (995-1030)
  - Blois en Tours: Odo I (975-995), Theobald II (995-1004)
  - Boulogne: Arnulf III (971-990), Boudewijn II (990-1025)
  - hertogdom Bourgondië: Hendrik I (965-1002)
  - Chalon: Hugo I (987-1039)
  - La Marche en Périgord: Adelbert I (976/988-997), Boso II (997-1005)
  - Meaux en Troyes: Heribert (966-995), Stefanus I (995-1021)
  - Normandië: Richard I (942-996), Richard II (996-1027)
  - Toulouse: Willem III (978-1037)
  - Vermandois: Herbert III (987-1000)
  - Vexin - Wouter I (943-992), Wouter II (992-1017)

- Iberisch schiereiland:
  - Barcelona: Borrell II (947-992), Raymond Borrell (992-1018)
  - Castilië: García I Fernandez (970-995), Sancho I Garcés (995-1017)
  - Cordoba: Hisham II (976-1009)
  - Leon en Galicië: Bermudo II (984-999), Alfons V (999-1028)
  - Navarra: Sancho II (970-994), Garcia II (994-1000)
  - Portugal: Gonçalo Mendes (950-999), Menendo González (999-1008)

- Groot-Brittannië
  - Engeland: Ethelred II (978-1013)
  - Deheubarth: Maredudd ab Owain (986?-999), Cynan ap Hywel (999-1005)
  - Gwynedd: Maredudd ab Owain (986-999), Cynan ap Hywel (999-1005)
  - Powys: Maredudd ab Owain (986?-999), Llywelyn ap Seisyll (999-1023)
  - Schotland: Kenneth II (971-995), Constantijn III (995-997), Kenneth III (997-1005)

- Italië
  - Benevento: Pandulf II (981-1014)
  - Monferrato: Aleramo (967-991), Willem III (991-1042)
  - Sicilië: Abd-Allah al-Kalbi (985-990), Yusuf al-Kalbi (990-998), Ja'far al-Kalbi (998-1019)
  - Toscane: Hugo (961-1001)
  - Venetië (doge): Tribuno Memmo (979-991), Pietro II Orseolo (991-1009)

- Scandinavië
  - Denemarken: Sven Gaffelbaard (985-1014)
  - Noorwegen: Sven Gaffelbaard (986-995, 999-1014), Olav Tryggvason (995-999)
    - jarl van Lade (onderkoning): Håkon Sigurdsson (976-995), Sven Håkonsson (999-1014), Erik Haakonsson (999-1012)

  - Zweden: Erik VI (970-995), Olaf II (995-1022)

- Balkan
  - Bulgarije: Romanus (977-997), Samuel (997-1014)
  - Byzantijnse Rijk: Basileios II (976-1025)
  - Kroatië: Stjepan Držislav (969-997), Svetoslav Suronja (997-1000), Krešimir III (997-1020), Gojslav (997-1030)

- Arelat (Bourgondië): Koenraad (937-993), Rudolf III (993-1032)
  - Provence: Rotbold I (968-1008), Willem I (968-993), Willem II (993-1018)
- Bretagne: Conan I (988-992), Godfried I (992-1008)
- Hongarije: Géza (972-997), Stefanus I (997-1038)
- Kiev: Vladimir (980-1015)
- Polen: Mieszko I (960?-992), Bolesław I (992-1025)

### Azië
- China (Song): Taizong (976-997), Zhenzong (997-1022)
  - Liao: Shengzong (982-1031)
- India
  - Chalukya: Tailapa II (973-997), Satyashraya (997-1008)
  - Chola: Rajaraja I (985-1014)
- Georgië
  - Abchazië: Bagrat III (978-1008/1014)
  - Kartli: Bagrat II (958-994), Goergen II Magistros (994-1008)
- Japan: Ichijo (986-1011)
- Karachaniden: Ali Arslan Khan (970-998), Ahmad Arslan Khan (998-1017)
- Khmer-rijk (Cambodja): Jayavarman V (968-1001)
- Korea (Goryeo): Seongjong (981-997), Mokjong (997-1009)
- Perzië en Mesopotamië
  - Boejiden: Samsam al-Dawla (989-998), Baha' al-Dawla (998-1012)
  - Ghaznaviden: Sabuktigin (977-997), Ismail (997-998), Mahmud (998-1030)
  - Samaniden: Nuh II (976-997), Mansur II (997-999)

### Afrika
- Fatimiden (Egypte): Abu'l Mansur Nizar al-Aziz (975-996), al-Hakim (996-1021)
- Ziriden (Tunesië): al-Mansur ibn Buluggin (983-995), Badis ibn Mansur (995-1016)

### Religie
- paus: Johannes XV (985-996), Gregorius V (996-999), Silvester II (999-1003)
  - tegenpaus: Johannes XVI (997-998)
- patriarch van Alexandrië (Grieks): Elias I (963-1000)
- patriarch van Alexandrië (koptisch): Filoteüs (979-1003)
- patriarch van Antiochië (Grieks): Agapius (977-995), Johannes V (995-1000)
- patriarch van Antiochië (Syrisch): Athanasius IV van Salah (986-1002)
- patriarch van Constantinopel: Nicolaas II Chrysoberges (984-996), Sisinnius II (996-998), Sergius II (998-1019)
- kalifaat van Bagdad (Abbasiden): at-Ta'i (974-991), al-Qadir (991-1031)

- aartsbisdom Bremen-Hamburg: Liawizo I (988-1013)
- aartsbisdom Canterbury: Æthelgar (988-990), Sigeric (990-994), Aelfric van Abingdon (995-1005)
- aartsbisdom Keulen: Everger (984-999), Heribert (999-1021)
- aartsbisdom Maagdenburg: Giselher (981-1004)
- aartsbisdom Reims: Arnulf (988-991, 999-1021), Gerbert van Aurillac (991-999)
- aartsbisdom Trier: Egbert (977-993), Liudolf (994-1008)

<< · 990 · 991 · 992 · 993 · 994 · 995 · 996 · 997 · 998 · 999 · >>
<< · 900-909 · 910-919 · 920-929 · 930-939 · 940-949 · 950-959 · 960-969 · 970-979 · 980-989 · 990-999 · >>